# Araceli Pérez Darias
Araceli Pérez Darias (Madrid, España, 30 de noviembre de 1945 - León, Nicaragua, 6 de abril de 1979) fue una psicóloga y guerrillera española. Criada en México, participó en la guerrilla nicaragüense en el bando del Frente Sandinista de Liberación Nacional (FSLN) hasta alcanzar puestos altos dentro de esta. Murió asesinada por la milicia de Nicaragua, junto con compañeros guerrilleros.

## Biografía

### Origen y familia
Araceli Pérez Darias nació en Madrid el 30 de noviembre de 1945 fue la segunda de cuatro hermanos. Su padre, José Pérez y Pérez,  había nacido en Salamanca, donde se unió al bando de Francisco Franco por propia voluntad y participó en la Guerra Civil de España, En aquel tiempo conocería a su futura esposa, Ana Darias, que formaba parte de las llamadas “madrinas de guerra” , quienes escribían cartas a desconocidos en el frente. Ana Darias nació y creció  en las Islas Canarias. Después de la guerra ambos se mudó a Madrid y tuvo a su primera hija en 1943, Ana Pérez Darias, quien nacería con mucopolisacaridosis, enfermedad que afectaría a su crecimiento. Durante este periodo la familia sufriría bastante debido a la escasez de víveres debida en  la Segunda Guerra Mundial.

### Llegada a México
Debido a los estragos de la Segunda Guerra Mundial, su padre se mudó a México en 1950, luego de establecerse en 1952 llevó al resto de su familia. Ese mismo año Araceli comenzó su educación en el  preescolar en el Colegio Lestonnac, con valores católicos muy arraigados. En México su padre se convirtió en socio de una manufacturera de aluminio, lo que llevó a la familia a vivir en la colonia San Antonio Abad, donde nacería su hermano César Pérez Darias.  Al poco tiempo se mudaron a la colonia Guadalupe Inn  y, de nuevo, se mudaron a la brevedad a San Ángel.
En 1976 se graduó como psicóloga con la tesina “El suicidio. Revisión Teórica”

### Primera ruptura ideológica y educación
Llevó sus estudios hasta la secundaria en el colegio Lestonnac. Cursó la preparatoria  en el colegio Florida, cuyos estudiantes eran, en su mayoría, también  hijos de españoles al igual que ella. En segundo año de preparatoria, Pérez Darias entró junto con su amiga Angélica Velazco al movimiento Teresiano de Apostolado, donde hacía funciones de catequista en la colonia Olivar del Conde. Al salir de la preparatoria, experimentó una “ruptura ideológica”. Pérez Darias decidió estudiar psicología, no casarse, y emprender un camino de ateísmo. Estas decisiones, en su contexto, eran extremadamente opuestas a lo que se esperaba de ella, Perez Darias. Entró a la Licenciatura de psicología en 1964 en la universidad Iberoamericana de la Ciudad de México, ahí se especializó en psicología clínica.

### Labor y docencia
Inició su carrera profesional como voluntaria en el hospital psiquiátrico La Castañeda. Tiempo después se convertiría en jefa de psicólogos en el hospital psiquiátrico  infantil Juan N. Navarro. En 1968 comenzó a impartir clases en la Universidad Iberoamericana de la Ciudad de México. En este año también inició su trabajo como psicóloga particular y abrió su consultorio. En 1971 comenzó a trabajar en el pabellón de psiquiatría del Sanatorio Español, al mismo tiempo, comenzó a impartir clases en un curso de psiquiatría de la Universidad Nacional Autonoma de México. Su labor educativa continuaría, incluso, en la guerrilla. Según uno de sus compañeros llamado, Joaquín Cuadra: “Araceli y Claudia les enseñaban a los compañeros con nivel cultural más bajo a leer y escribir, y a los de nivel medio les daban clases de economía política.

### Segunda ruptura ideológica y psicología clínica
Su labor como psicóloga clínica la llevó a una nueva transformación ideológica y a su segunda ruptura vital. Creía que la salud mental de los pacientes no podía estar solo “en el individuo mismo” y en recetas de antidepresivos, debía estar en su relación con la sociedad.
Junto con su amiga Tony Orozco, se interesó por la corriente antipsiquiátrica y la relación de Freud con Marx. En 1975 asistió al Congreso Razón, Locura y Sociedad, donde el pensamiento de Franco Basaglia la hizo cuestionar su propia labor como psicóloga. De la ponencia de Basaglia, en especial, llamó su atención el siguiente pasaje: “Debemos crear un sistema social donde el hombre pueda vivir con otro hombre, éste es el problema central: crear un sistema social en el que sus elementos sean funcionales respecto del hombre”. Posteriormente participó en un seminario dirigido por el psiquiatra argentino Armando Bauleo en el que se estudió las teorías marxistas y se dio otro enfoque al proceso de la psicoterapia, según el cual el médico debe contribuir a un cambio político.

### Integración al FSLN
En 1976, Pérez Darias dejó de sentirse satisfecha en su trabajo profesional e inició su camino de participación política que la llevará a integrarse al Frente Sandinista de Liberación Nacional (FSLN).
La primera participación política de Pérez Darias ocurrió en los círculos de estudio del Espartaquismo Integral, que buscaba conocer primero la realidad nacional para después transformarla. Posteriormente, se volvió colaboradora del FSLN, cuyo Comité Mexicano de Solidaridad se había formado en 1975 siguiendo la tradición de nuestro país que apoyó la causa de Sandino en los años veinte. Araceli ofreció su departamento como casa de seguridad y se hospedaron en esta importantes cuadros de esa organización, cómo Germán Pomares, uno de los fundadores del FSLN; Fernando Cardenal, sacerdote jesuita; Herty Lewittes, dirigente de la solidaridad internacional; Joaquín Cuadra Lacayo, entre otros. La discusión con todos ellos le ayudó a Pérez Darias a definir su opción política: se integró al FSLN, primero en actividades de solidaridad, después como militante.

### Tercera ruptura ideológica y lucha revolucionaria
Manteniendo una relación con Joaquín Cuadra, vino la tercera, y más importante, ruptura ideológica de su vida: alimentada por las ideas marxista-leninistas, trató de “abandonar sus intereses de clase” para entregarse de lleno a la lucha revolucionaria. El FSLN ya había retomado el ideario nacionalista de Augusto César Sandino y de las ideas socialistas inspiradas en la Revolución Cubana. La unión de estos dos factores en la lucha sandinista volvió a esa guerrilla particularmente atractiva para los mexicanos descontentos con el gobierno, sobre todo universitarios y de clase media.
A Pérez Darias se le entregó la membresía del FSLN en julio de 1976, cuando no había certeza alguna del triunfo sandinista. Cuando Pérez Darias se incorporó al FSLN, éste ya se encontraba en el proceso de división de las tres tendencias (proletarios, guerra popular prolongada y terceristas); Carlos Fonseca, el máximo líder del FSLN, había caído, y la Guardia Nacional, el cuerpo represivo del dictador Anastasio Somoza, actuaba con toda impunidad.

### Entrenamiento guerrillero en honduras (Militancia FSLN - 1977)
Con el pseudónimo de Argentina, Pérez Darias se trasladó inicialmente a Honduras a mediados de 1977. Ahí recibió preparación militar, se encargó del trabajo con colaboradores del FSLN, manejó casas de seguridad, el correo con Costa Rica y Panamá y se responsabilizó de la educación política de colaboradores y cuadros del FSLN. Luego de la preparación militar, por las noches —dirá Joaquín Cuadra— “Araceli y Claudia les enseñaban a los compañeros con nivel cultural más bajo a leer y a escribir, y a los de nivel medio les daban clases de economía política”. Posteriormente, Pérez Darias ingresó a Nicaragua por la montaña para incorporarse a lo que se conoció como la Ofensiva de Octubre; participó en las acciones militares de San Carlos, Masaya, Managua, León, la emboscada de San Fabián y la toma del poblado de Dipilto. Tenía, según indica Dora María Téllez, “muy buena puntería”.

### Militancia FSLN: 1978-1979
En diciembre de 1977, Pérez Darias regresó a México una temporada y se despidió de los suyos. A principios de 1978, volvió a ingresar a Nicaragua, al Frente Occidental, y la Dirección Nacional le encargó el trabajo clandestino en las ciudades de León y de Chinandega con miras a la insurrección final. 
Para entonces, a decir del comandante José Valdivia, se le consideraba ya uno de los mejores militantes del FSLN en cuanto a su formación ideológica-política. En las dos ciudades mencionadas, fue responsable de la logística con mujeres y pobladores, del trabajo en el barrio indígena de Subtiava y del reclutamiento de personas para las acciones militares, entre otras actividades. 
A principios de 1979, formó parte del Estado Mayor del Frente Occidental, integrado por ocho miembros: Ana Isabel Morales, Roger Deshon, Fanor Urroz, Edgard Lang Sacasa, Carlos Manuel Jarquín, Idania Fernández, Óscar Pérez Cassar (coordinador general del Frente Interno del FSLN) y Araceli Pérez Darias. Ellos serán los responsables de organizar la insurrección final en la zona occidental de Nicaragua. Comenta Ana Isabel Morales que “en las discusiones Pilar [Araceli] era muy brillante, siempre buscaba la raíz social de los problemas, era analítica y tenía un sentido muy humanitario”.

### Asesinato de Pérez Darias
Araceli murió asesinada por la Guardia Somocista en el barrio de Veracruz, en la ciudad de León, el 16 de abril de 1979, junto con Óscar Pérez Cassar, Carlos Manuel Jarquín, Idania Fernández, Edgard Lang Sacasa y Roger Deshon. Su silencio permitió que no se desmantelará, la insurrección en la zona occidental de Nicaragua.

## La tanqueta Araceli: homenajes e ideología
La Casa de Solidaridad de México con Nicaragua recibió entonces el nombre de Araceli Pérez Darias. León fue el primer territorio liberado por las fuerzas sandinistas, en junio de 1979. Fue entonces cuando cayó en manos del FSLN la primera tanqueta recuperada a la Guardia Somocista. Había sido un regalo del dictador cubano Fulgencio Batista al dictador Anastasio Somoza para reprimir al pueblo. Ahora sería utilizada para derrocar a la dictadura de Somoza. Los compañeros de lucha de Pérez Darias escribieron en ella vivas al FSLN y la bautizaron como “Araceli”, simplemente para que ella no muriera.
El FSLN entró triunfante en Managua el 17 de julio de 1979. El Estado Mayor del Frente Occidental arribó a la plaza de Managua en la Tanqueta Araceli abarrotada de muchachos y dio una y otra vez la vuelta a la plaza. Hoy la tanqueta permanece en un pedestal en las instalaciones del Estado Mayor del Ejército de Nicaragua. No obstante las rupturas de Araceli, todo aquello con lo que rompió le fue de suma utilidad en su nueva vida y hasta en su muerte: su educación católica, para entender a un pueblo profundamente religioso como el nicaragüense, y para integrarse a la mística del FSLN sustentada en la teología de la liberación y en la consigna “Patria libre o morir”; su formación como psicóloga para comprender “el estado de ánimo de las masas”; su educación y origen de clase, para instalar casas de seguridad, elaborar propaganda, establecer la logística, el correo entre Panamá y Costa Rica, y dirigir la educación popular. 
Su padre, aquel franquista, mandó poner los nombres de los seis sandinistas asesinados en el barrio de Veracruz en abril de 1979 en la que entonces era sólo una fosa común. Su mamá, Ana Darias, que nunca supo de la incorporación de Araceli a la guerrilla, visitó la tumba de su hija en Nicaragua año con año en el aniversario de su muerte.